# Aga, Niigata
Aga (阿賀町 Aga-machi) là thị trấn thuộc huyện Higashikanbara, tỉnh Niigata, Nhật Bản. Tính đến ngày 1 tháng 10 năm 2020, dân số ước tính thị trấn là 9.965 người và mật độ dân số là 10 người/km2. Tổng diện tích thị trấn là 952,9 km2.

## Địa lý

### Đô thị lân cận
- Niigata
  - Shibata
  - Agano
  - Gosen
  - Sanjō
- Fukushima
  - Kitakata
  - Tadami
  - Nishiaizu
  - Kaneyama

### Khí hậu
| Dữ liệu khí hậu của Tsugawa, Aga         | Dữ liệu khí hậu của Tsugawa, Aga | Dữ liệu khí hậu của Tsugawa, Aga | Dữ liệu khí hậu của Tsugawa, Aga | Dữ liệu khí hậu của Tsugawa, Aga | Dữ liệu khí hậu của Tsugawa, Aga | Dữ liệu khí hậu của Tsugawa, Aga | Dữ liệu khí hậu của Tsugawa, Aga | Dữ liệu khí hậu của Tsugawa, Aga | Dữ liệu khí hậu của Tsugawa, Aga | Dữ liệu khí hậu của Tsugawa, Aga | Dữ liệu khí hậu của Tsugawa, Aga | Dữ liệu khí hậu của Tsugawa, Aga | Dữ liệu khí hậu của Tsugawa, Aga |
| Tháng                                    | 1                                | 2                                | 3                                | 4                                | 5                                | 6                                | 7                                | 8                                | 9                                | 10                               | 11                               | 12                               | Năm                              |
| ---------------------------------------- | -------------------------------- | -------------------------------- | -------------------------------- | -------------------------------- | -------------------------------- | -------------------------------- | -------------------------------- | -------------------------------- | -------------------------------- | -------------------------------- | -------------------------------- | -------------------------------- | -------------------------------- |
| Cao kỉ lục °C (°F)                       | 15.1 (59.2)                      | 16.4 (61.5)                      | 21.9 (71.4)                      | 31.4 (88.5)                      | 34.6 (94.3)                      | 34.2 (93.6)                      | 36.8 (98.2)                      | 39.4 (102.9)                     | 36.4 (97.5)                      | 30.8 (87.4)                      | 23.0 (73.4)                      | 20.8 (69.4)                      | 39.4 (102.9)                     |
| Trung bình ngày tối đa °C (°F)           | 3.4 (38.1)                       | 4.4 (39.9)                       | 8.5 (47.3)                       | 16.2 (61.2)                      | 22.3 (72.1)                      | 25.4 (77.7)                      | 28.5 (83.3)                      | 30.3 (86.5)                      | 25.8 (78.4)                      | 19.3 (66.7)                      | 12.6 (54.7)                      | 6.1 (43.0)                       | 16.9 (62.4)                      |
| Trung bình ngày °C (°F)                  | 0.2 (32.4)                       | 0.3 (32.5)                       | 3.1 (37.6)                       | 9.2 (48.6)                       | 15.2 (59.4)                      | 19.5 (67.1)                      | 23.3 (73.9)                      | 24.5 (76.1)                      | 20.2 (68.4)                      | 13.7 (56.7)                      | 7.4 (45.3)                       | 2.4 (36.3)                       | 11.6 (52.9)                      |
| Tối thiểu trung bình ngày °C (°F)        | −2.7 (27.1)                      | −3.2 (26.2)                      | −1.4 (29.5)                      | 2.9 (37.2)                       | 8.9 (48.0)                       | 14.6 (58.3)                      | 19.5 (67.1)                      | 20.3 (68.5)                      | 16.3 (61.3)                      | 9.6 (49.3)                       | 3.5 (38.3)                       | −0.5 (31.1)                      | 7.3 (45.2)                       |
| Thấp kỉ lục °C (°F)                      | −14.5 (5.9)                      | −16.5 (2.3)                      | −12.2 (10.0)                     | −6.3 (20.7)                      | −0.2 (31.6)                      | 5.1 (41.2)                       | 10.1 (50.2)                      | 10.9 (51.6)                      | 5.6 (42.1)                       | 0.1 (32.2)                       | −5.0 (23.0)                      | −10.2 (13.6)                     | −16.5 (2.3)                      |
| Lượng Giáng thủy trung bình mm (inches)  | 279.3 (11.00)                    | 188.3 (7.41)                     | 169.5 (6.67)                     | 126.0 (4.96)                     | 110.4 (4.35)                     | 160.3 (6.31)                     | 304.8 (12.00)                    | 209.3 (8.24)                     | 155.9 (6.14)                     | 185.2 (7.29)                     | 260.5 (10.26)                    | 324.8 (12.79)                    | 2.487,6 (97.94)                  |
| Lượng tuyết rơi trung bình cm (inches)   | 253 (100)                        | 200 (79)                         | 96 (38)                          | 8 (3.1)                          | 0 (0)                            | 0 (0)                            | 0 (0)                            | 0 (0)                            | 0 (0)                            | 0 (0)                            | 5 (2.0)                          | 115 (45)                         | 658 (259)                        |
| Số ngày giáng thủy trung bình (≥ 1.0 mm) | 24.0                             | 20.0                             | 20.3                             | 14.5                             | 12.0                             | 12.4                             | 15.4                             | 12.0                             | 13.8                             | 15.5                             | 19.1                             | 23.6                             | 202.6                            |
| Số ngày tuyết rơi trung bình (≥ 3 cm)    | 20.3                             | 18.6                             | 11.9                             | 1.1                              | 0                                | 0                                | 0                                | 0                                | 0                                | 0                                | 0.5                              | 9.2                              | 61.6                             |
| Số giờ nắng trung bình tháng             | 40.6                             | 55.6                             | 104.1                            | 162.9                            | 197.9                            | 168.5                            | 151.3                            | 194.6                            | 140.1                            | 112.7                            | 80.0                             | 46.3                             | 1.454,6                          |
| Nguồn: Japan Meteorological Agency       |                                  |                                  |                                  |                                  |                                  |                                  |                                  |                                  |                                  |                                  |                                  |                                  |                                  |